# Ramiro Benavides
Ramiro Gonzalo Benavides Saravia (La Paz, 30 gennaio 1947) è un ex tennista boliviano.

## Biografia
Ricevette una borsa di studio per l'Università di Corpus Christi in Texas, dove completò una laurea in economia aziendale. Qui iniziò anche a giocare a tennis a livello collegiale.
Successivamente passò al professionismo, ottenendo il suo miglior risultato al torneo Grand Prix di Firenze nel 1975, in cui sconfisse l'allora numero otto del ranking mondiale Adriano Panatta e raggiunse le semifinali.
La sua esperienza in Coppa Davis con la Bolivia si dipanò lungo un arco di tempo di 32 anni. 
Il suo match d'esordio fu nel 1971, mentre nel 1982 fece quella che sarebbe stata per molti anni la sua ultima apparizione nella competizione.
Nel 2003, all'età di 56 anni, fu autore un eccezionale ritorno in occasione di una partita di doppio contro El Salvador. Questo fatto l'ha reso il secondo giocatore più anziano nella storia della Coppa Davis, dopo il togolese Gadonfin Koptigan Yaka.
Attualmente lavora come allenatore di tennis e compete regolarmente nel circuito di tennis per anziani.